# Istituto Ortopedico Rizzoli
L'Istituto Ortopedico Rizzoli o IOR è un istituto di ricovero e cura a carattere scientifico (IRCCS), ovvero un ospedale a cui il Ministero della salute ha affidato anche compiti di ricerca. Esso ha sede nella città di Bologna e, oltre ad essere un centro di eccellenza per l'ortopedia e la traumatologia, è anche la clinica ortopedica universitaria della Scuola di Medicina dell'Università di Bologna.
Secondo la rivista americana Newsweek, lo IOR è il quinto miglior ospedale ortopedico nel mondo, il primo in Italia.
L'ospedale è dotato complessivamente di oltre 300 posti letto; esegue circa 150 000 visite e 20 000 interventi chirurgici all'anno. 
Attualmente il ruolo di direttore generale è assunto da  Andrea Rossi, la direzione sanitaria è in capo a Viola Damen, la direzione scientifica è affidata a Milena Fini.

## Organizzazione
L'Istituto è organizzato in più sedi; la sede ufficiale è ubicata in via G.C. Pupilli 1, sulla collina a sud della città di Bologna, fuori porta San Mamolo, mentre il Centro di ricerca Codivilla-Putti, che ospita anche la direzione amministrativa in carica a Giampiero Cilione, gli uffici amministrativi e il poliambulatorio, si trova in via di Barbiano 1/10, poche centinaia di metri oltre la sede ospedaliera. All'Istituto Ortopedico Rizzoli, inoltre, è affidata la gestione del reparto di ortopedia presso l'ospedale di Bentivoglio (BO) e dei reparti di ortopedia e medicina fisica e riabilitativa (oltre ad un servizio di anestesia) presso l'ospedale di Argenta (FE). 
Oltre a ciò, dal febbraio 2012 è attivo il Dipartimento Rizzoli-Sicilia, presso Villa Santa Teresa a Bagheria (Città metropolitana di Palermo), al km 246 della SS113; esso comprende un reparto di ortopedia da 34 letti e un reparto di medicina fisica e riabilitativa da 17 letti. Conta circa 1 400 unità di personale, di cui 300 impegnati in attività di ricerca.

## Storia
L'ospedale fu fondato alla fine del XIX secolo per volontà di Francesco Rizzoli, famoso chirurgo bolognese, che lasciò il proprio patrimonio alla Provincia di Bologna perché fondasse un ospedale ortopedico.  
La sede del nuovo ospedale venne individuata nell'antico monastero di San Michele in Bosco, ricostruito nel 1437 ad opera dei monaci olivetani (alla decorazione di vari ambienti lavorarono Giorgio Vasari, Ludovico Carracci, Guido Reni), che venne quindi ristrutturato ed attrezzato come moderno ospedale dall'architetto milanese Giovanni Giachi. Inaugurato nel 1896, divenne presto uno tra i migliori ospedali ortopedici del mondo per dimensioni, attrezzature, organizzazione, ricerca e didattica. 
La meritata fama fu dovuta soprattutto ad Alessandro Codivilla e a Vittorio Putti, i primi direttori, che istituirono una prestigiosa scuola di ortopedia con numerosissimi allievi in Italia e in America Latina. 
Dal 1º gennaio 2008 al 28 settembre 2015 il direttore scientifico è stato Francesco Antonio Manzoli.

## Trasporti
Dal centro della città e dalla stazione di Bologna Centrale:
- per raggiungere l'Ospedale Rizzoli (via G.C.Pupilli 1) è a disposizione l'autobus n. 30
- per il Centro di ricerca Codivilla-Putti (con gli ambulatori), invece, l'autobus è la Navetta A.